# Plaza de la Bandera (Santo Domingo)
La Plaza de la Bandera ubicada en una de las zonas más transitadas de la ciudad de Santo Domingo (República Dominicana), en la intersección de las Avenidas 27 de febrero y Gregorio Luperón. Es un monumento patriótico que busca rendir homenaje a uno de los más importantes símbolos patrios de la nación.
Este se constituye de elementos representativos vinculados a las ideas de los libertadores dominicanos y al mismo simbolismo que contiene el escudo de la bandera.

## Historia
La actual Plaza de la Bandera fue designada con el nombre “Plaza de la Bandera y del Soldado Desconocido”, pues en ella reposarán por siempre los restos de un soldado dominicano que ofrendó su vida por la causa de la patria.
Dicho monumento antes se llamaba “Plaza de la Independencia” y fue inaugurado en 1978, en el gobierno de Joaquín Balaguer. El diseño y supervisión estuvo a cargo del arquitecto Christian Martínez, mientras que la construcción recayó sobre el ingeniero Andrés Gómez Dubriel.
En dicha Plaza, el 26 de enero de 1979, Su Santidad el papa Juan Pablo II ofició la primera misa que un pontífice romano, celebrase en tierra americana, proyectando la plaza a nivel mundial. En esta misa el papa tuvo de frente el cuadro original de la Virgen de la Altagracia, el cual fue trasladado especialmente para la ocasión.
Con el pasar de los años, la Plaza de la Bandera se fue deteriorando por los siguientes gobiernos. El gobierno del presidente Leonel Fernández consciente de la importancia de mantener vivos los símbolos nacionales, emprendió la tarea de restaurar dicho monumento y devolverle el sentido original del exgobernante Balaguer, que fue ser la tumba del soldado desconocido. La plaza fue reinaugurada el 14 de febrero de 1997.O 1978
Una inmensa cruz, símbolo de la bandera y la redención identificable desde lo alto, en su centro, el arco de la unión del pueblo y en su corazón, el sepulcro del soldado que murió por la libertad de los dominicanos.
Un Arco del Triunfo se localiza en el centro; a los lados están dos ángeles que representan la gloria y el honor; al centro, bajo el arco, una gran escultura de Juan de Ávalos y Taborda, que representa a la «Madre Patria» que protege y sostiene al soldado caído por defenderla. En el tope del arco esta la bandera dominicana.
La forma circular de esta explanada la expone por completo, logrando así que la atención de todo el que transita por los alrededores tenga que dirigir la mirada a la gran bandera ondeante, único elemento de color en todo el monumento. Alrededor del mismo se localizan algunos edificios gubernamentales como el Tribunal Constitucional (TC), el Instituto de Estabilización de Precios (INESPRE), Ministerio de Defensa, Junta Central Electoral (JCE), Instituto Agrario, y otros.

## Mástiles y banderas
En la plaza se ubican numerosos mástiles que marcan su perímetro y en todos ellos se izan banderas de la República Dominicana. Además, el arco del triunfo del centro de la plaza se utiliza también como singular mástil ya que dispone de una driza con la que se iza otra bandera de la República Dominicana, de mayor tamaño que las que ondean en los mástiles anteriormente citados.